# Samsung ATIV S

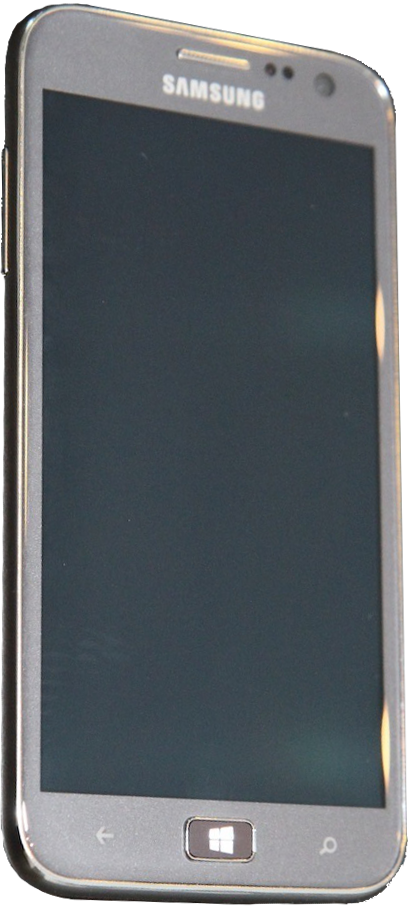
Samsung ATIV S

De Samsung ATIV S i8750 is een smartphone van Samsung. De telefoon is het eerste toestel dat Windows Phone 8 draait. De telefoon moet het bedrijfsvlaggenschip worden op het Windows Phone-platform en is sinds 2013 in Nederland verkrijgbaar.
De ATIV S heeft een HD Super amoled-aanraakscherm van 4,8 inch met een resolutie van 720 bij 1280 pixels. Verder is er een 8 megapixelcameralens aan de achterkant aanwezig en een camera van 1,9 MP voor videobellen aan de voorkant.
De ATIV S behoort tot de ATIV-serie van elektronica binnen Samsung. Andere producten binnen deze serie zijn ATIV Tab, ATIV Smart PC en ATIV Smart PC Pro.
Per 14 februari 2014 is de ATIV S i8750 niet meer leverbaar.

## ATIV S Neo
Op 26 juni 2013 kondigde Sprint aan dat ze de Samsung ATIV S Neo zouden vrijgeven in de zomer van 2013. Er is weinig verschil in het uiterlijk tussen de S Neo en S, maar de S Neo heeft wel een 1,4 GHz processor, 2000mAh batterij, TFT LCD scherm en LTE ondersteuning.